# Patricia de Lille

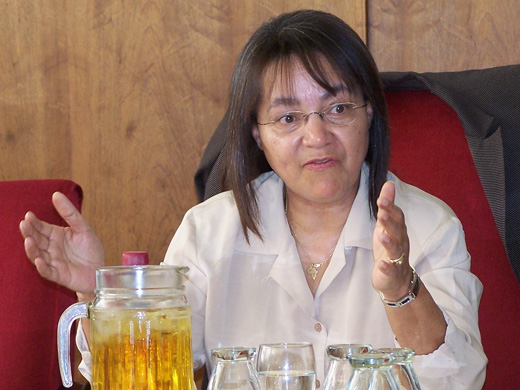
Patricia de Lille

Patricia de Lille (sinh ngày 17 tháng 2 năm 1951) là một nữ chính trị gia người Nam Phi, hiện là Bộ trưởng Bộ Công chính và Cơ sở hạ tầng hiện tại và là lãnh đạo của đảng chính trị Tốt. Bà trước đây là Thị trưởng của Cape Town từ năm 2011 đến 2018, và Bộ trưởng Phát triển Xã hội của Western Cape từ năm 2010 đến năm 2011. Patricia de Lille thành lập và lãnh đạo Đảng Dân chủ Độc lập (ID), một đảng chính trị mà bà thành lập năm 2003 trong một cửa sổ vượt sàn, sau khi cô ly khai khỏi Đại hội Pan Phiist (PAC). Vào tháng 8 năm 2010, ID đã sáp nhập với Liên minh Dân chủ, phe đối lập chính thức của Nam Phi, và đảng này đã chính thức bị giải tán vào năm 2014. Từ năm 2015 đến 2017, Patricia de Lille là Lãnh đạo tỉnh của Liên minh Dân chủ ở Western Cape.
Patricia de Lille được chọn là ứng cử viên thị trưởng của DA tại Cape Town, đánh bại Dan Plato đương nhiệm, trước cuộc bầu cử chính quyền địa phương năm 2011, nơi bà được bầu làm thị trưởng. Patricia de Lille đã được bầu lại vào nhiệm kỳ thứ hai với tư cách là thị trưởng trong cuộc bầu cử chính quyền địa phương năm 2016.
Patricia de Lille đã được bầu chọn thứ 22 trong Top 100 người Nam Phi vĩ đại, và được ghi nhận cho vai trò của cô trong các cuộc điều tra về Thỏa thuận vũ khí gây tranh cãi của đất nước.
Vào ngày 8 tháng 5 năm 2018, Giám đốc điều hành Liên bang của DA đã ngừng tư cách thành viên đảng của De Lille, do đó loại bỏ bà làm thị trưởng của thành phố do DA cai trị. Tòa án tối cao Western Cape tạm thời đình chỉ việc loại bỏ cô. Vào ngày 5 tháng 8 năm 2018, Patricia de Lille tuyên bố ý định từ chức Thị trưởng Cape Town. Bà đã từ chức thị trưởng và chấm dứt tư cách thành viên đảng DA vào ngày 31 tháng 10 năm 2018.
Do đó, Patricia de Lille đã thành lập Good vào tháng 12 năm 2018 và được công bố là ứng cử viên Western Cape Premier của đảng vào tháng 2 năm 2019. Patricia de Lille đã được bầu vào Quốc hội vào tháng 5 năm 2019 và nhậm chức thành viên vào ngày 22 tháng 5 năm 2019. Vào ngày 29 Tháng 5 năm 2019, De Lille được Tổng thống Cyril Ramaphosa bổ nhiệm làm Bộ trưởng Bộ Công trình và Cơ sở hạ tầng.